# 장미경
장미경(1962년 9월 20일 ~ )은 대한민국의 성우이다. 1985년 EBS에 입사했으며, 현재는 EBS 7기이다. 교육방송 성우극회 소속.

## 주요 활동작

### 애니메이션, 어린이
- 신기한 스쿨버스
- 딩동댕 유치원

### 라디오
- 오늘의 명상
- 빛을 남긴 사람들
- 이야기 샘

### 스팟
- 세계 파충류 공원
- 근화건설

### 외화
- 천사들의 합창(EBS)-파블로

### 기타
- 대학 수능 듣기평가
- 전자 교과서
- E-Learning, E-biz, E-service, E-book